# Сезон «Осасуни» (Памплона) 2017—2018
Сезон «Осасуна» (Памплона) 2017—2018 - сезон футбольного клубу Осасуна. Клуб узяв участь у Сегунда Дивізіоні й Копа-дель-Рей.

## Склад команди
Станом на 1 вересня 2017
| №  | Поз. | Нац.                     | Гравець                      |
| -- | ---- | ------------------------ | ---------------------------- |
| 1  | ВР   | Іспанія                  | Серхіо Еррера                |
| 2  | ЗХ   | Іспанія                  | Javier Flaño                 |
| 3  | ЗХ   | Домініканська Республіка | Tano Bonnín                  |
| 4  | ЗХ   | Іспанія                  | Мігель Фланьйо (Капітан)     |
| 5  | ЗХ   | Іспанія                  | Давід Гарсія (4-й капітан)   |
| 6  | ПЗ   | Іспанія                  | Оєр (2-й капітан)            |
| 7  | НП   | Іспанія                  | Давід Родрігес               |
| 8  | ПЗ   | Іспанія                  | Фран Меріда                  |
| 9  | НП   | Іспанія                  | Кіке Гонсалес                |
| 10 | ПЗ   | Іспанія                  | Роберто Торрес (3-й капітан) |
| 11 | ЗХ   | Іспанія                  | Карлос Клерк                 |
| 13 | ВР   | Іспанія                  | Manu Herrera                 |
| 14 | ПЗ   | Іспанія                  | Fausto Tienza                |
| 15 | ЗХ   | Іспанія                  | Унаї Гарсія                  |

| №  | Поз. | Нац.                 | Гравець                                   |
| -- | ---- | -------------------- | ----------------------------------------- |
| 16 | ПЗ   | Іспанія              | Miguel Díaz                               |
| 17 | НП   | Іспанія              | Сіско                                     |
| 19 | ПЗ   | Аргентина            | Mateo García (орендований з Лас-Пальмас)  |
| 20 | ПЗ   | Іспанія              | Мігель де лас Куевас                      |
| 21 | ПЗ   | Аргентина            | Хоакін Арсура (орендований з Рівер Плейт) |
| 22 | ПЗ   | Іспанія              | Себастьян Коріс (орендований з Жирона)    |
| 23 | ЗХ   | Екваторіальна Гвінея | Арідане                                   |
| 24 | ПЗ   | Іспанія              | Лукас Торро                               |
| 26 | ВР   | Іспанія              | Juan Pérez                                |
| 28 | ПЗ   | Іспанія              | Luis Perea                                |
| 30 | ПЗ   | Іспанія              | Кіке Барха                                |
| 34 | ЗХ   | Іспанія              | Айтор Бунюель                             |
| 36 | ПЗ   | Іспанія              | Antonio Otegui                            |
| —  | ЗХ   | Іспанія              | Лільйо                                    |

### Трансфери

#### Прийшли
| Дата           | Гравець        | З клубу            | Тип      | Ціна      | Джерело |
| -------------- | -------------- | ------------------ | -------- | --------- | ------- |
| 18 травня 2017 | Кіке Барха     | Осасуна Б          | Піднявся | Піднявся  | [ 2 ]   |
| 13 червня 2017 | Miguel Díaz    | Осасуна Б          | Піднявся | Піднявся  | [ 3 ]   |
| 29 червня 2017 | Давід Родрігес | Алькоркон          | Трансфер | €350K     | [ 4 ]   |
| 1 липня 2017   | Себас Коріс    | Жирона             | Оренда   | Безплатно | [ 4 ]   |
| 6 липня 2017   | Лукас Торро    | Реал Мадрид Б      | Трансфер | Безплатно | [ 5 ]   |
| 12 липня 2017  | Серхіо Еррера  | Уеска              | Трансфер | €300K     | [ 6 ]   |
| 13 липня 2017  | Mateo García   | Лас-Пальмас        | Оренда   | Безплатно | [ 7 ]   |
| 14 липня 2017  | Кіке           | Альмерія           | Трансфер | €1.5M     | [ 8 ]   |
| 17 липня 2017  | Арідане        | Кадіс              | Трансфер | €1.5M     | [ 9 ]   |
| 21 липня 2017  | Сіско          | Муанг Тонг Юнайтед | Трансфер | Безплатно | [ 10 ]  |
| 26 липня 2017  | Хоакін Арсура  | Рівер Плейт        | Оренда   | Безплатно | [ 11 ]  |
| 3 серпня 2017  | Manu Herrera   | Бетіс              | Трансфер | Безплатно | [ 12 ]  |

#### Пішли
| Дата           | Гравець           | До клубу        | Тип                 | Ціна      | Джерело |
| -------------- | ----------------- | --------------- | ------------------- | --------- | ------- |
| 30 червня 2017 | Серхіо Леон       | Бетіс           | Трансфер            | €3.5M     | [ 13 ]  |
| 30 червня 2017 | Оріоль Рієра      | Депортіво       | Повернення з оренди | Безплатно | [ 14 ]  |
| 30 червня 2017 | Дідьє Дігар       | Бетіс           | Повернення з оренди | Безплатно | [ 15 ]  |
| 30 червня 2017 | Еммануель Рів'єр  | Ньюкасл Юнайтед | Повернення з оренди | Безплатно | [ 16 ]  |
| 30 червня 2017 | Сальваторе Сірігу | Парі Сен-Жермен | Повернення з оренди | Безплатно | [ 17 ]  |
| 1 липня 2017   | Mario Fernández   | TBD             | TBD                 | Безплатно | [ 18 ]  |
| 1 липня 2017   | Рауль Лое         | TBD             | TBD                 | Безплатно | [ 18 ]  |
| 1 липня 2017   | Фуентес           | TBD             | TBD                 | Безплатно | [ 19 ]  |
| 1 липня 2017   | Кенан Кодро       | Майнц 05        | Трансфер            | €1.75M    | [ 20 ]  |
| 7 липня 2017   | Никола Вуядинович | Лех (Познань)   | Трансфер            | Безплатно | [ 21 ]  |
| 8 липня 2017   | Хайме Ромеро      | Кордоба         | Трансфер            | €500K     | [ 22 ]  |
| 11 липня 2017  | Goran Čaušić      | Арсенал (Тула)  | Трансфер            | Безплатно | [ 23 ]  |
| 17 липня 2017  | Алекс Беренгер    | Торіно          | Трансфер            | €5.5M     | [ 24 ]  |
| 28 липня 2017  | Nauzet Pérez      | TBD             | TBD                 | Безплатно | [ 25 ]  |

## Змагання

### Усі турніри
| Назва турніру           | Підсумкова позиція |
| ----------------------- | ------------------ |
| Сегунда Дивізіон        | 8-ме               |
| Кубок Іспанії з футболу | 3-й раунд          |

### Ліга

#### Турнірна таблиця
Шаблон:2017–18 Segunda División table